# Derrapaje

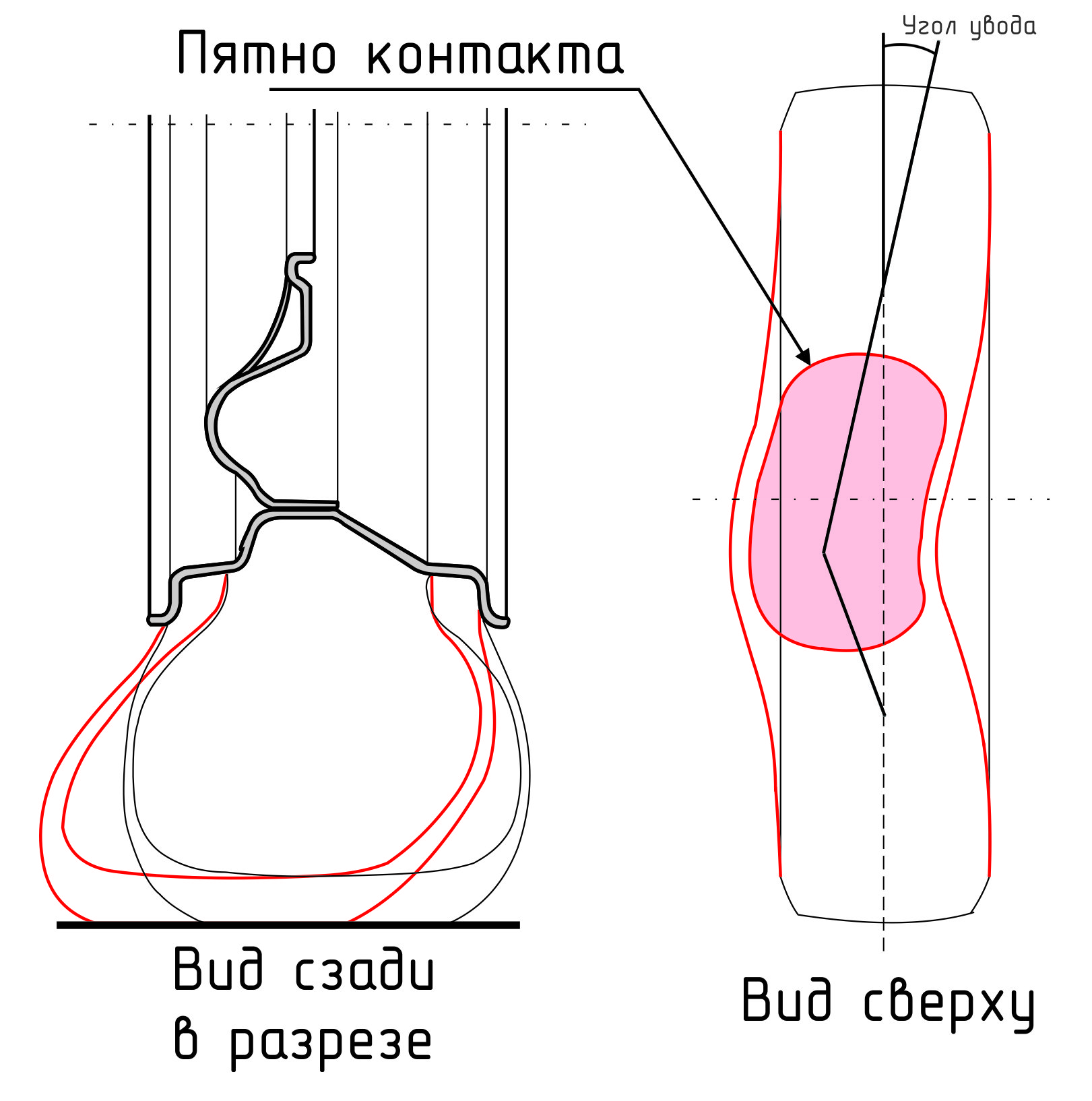
Punto de derrapaje

El derrapaje es, dentro de la dinámica de vehículos, el movimiento relativo entre un neumático y la superficie de la carretera sobre la que se está moviendo . Este derrapaje puede ser generado tanto por la velocidad de giro del neumático: si es más grande o más pequeña que la velocidad de giro libre (que normalmente se expresa en porcentaje de derrapaje), como por el ángulo que guarda el plano de rotación del neumático, respecto a su dirección de movimiento (referido como ángulo de derrapaje).

## Derrapaje lateral

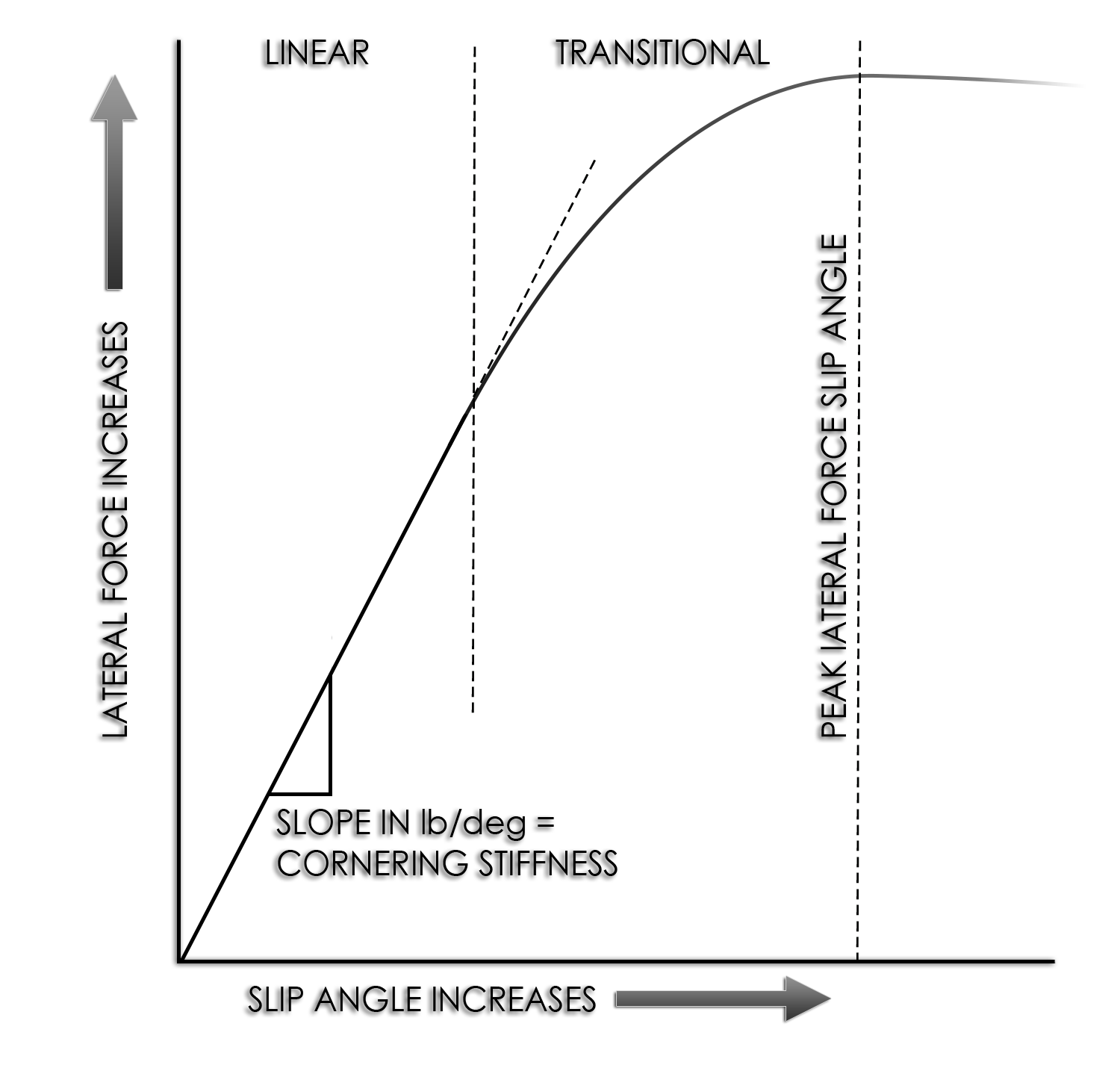
Ángulo de derrapaje

El derrapaje lateral de un neumático es el movimiento lateral de un neumático que ocurre cuando las fuerzas laterales del neumático son más grandes que su resistencia de fricción.
Esto puede ocurrir, por ejemplo, en los virajes.
El ángulo de derrapaje puede ser definido cómo:
{\displaystyle \alpha =\arctan \left({\frac {v_{y}}{|v_{x}|}}\right)}

## Derrapaje longitudinal
El derrapaje longitudinal es generalmente dado como el porcentaje de la diferencia entre la velocidad de la superficie de la rueda comparada con la velocidad de giro del eje de la rueda y la superficie de la carretera, expresado como:
{\displaystyle derrapaje={\frac {\omega r-v}{v}}}
Donde {\displaystyle \omega } es la velocidad angular de la rueda,
{\displaystyle r} es el radio de la rueda en su punto de contacto
{\displaystyle v} es la velocidad del vehículo.
Un derrapaje positivo indica que las ruedas están girando. Un derrapaje negativo indica que las ruedas están derrapando.
{\displaystyle \omega r=0}, significa que el {\displaystyle derrapaje} és -100% . Ruedas derrapando sin girar (p.e.: frenos bloqueados)
{\displaystyle \omega r}≠{\displaystyle 0} i {\displaystyle v=0} significa {\displaystyle derrapaje=}∞.